# Фонтана (Канзас)
Фонтана (енгл. Fontana) град је у америчкој савезној држави Канзас.

## Демографија
По попису из 2010. године број становника је 224, што је 75 (50,3%) становника више него 2000. године.
| Група             | 2000.       | 2010.       |
| Белци             | 145 (97,3%) | 201 (89,7%) |
| Афроамериканци    | 0 (0,0%)    | 1 (0,4%)    |
| Азијати           | 0 (0,0%)    | 1 (0,4%)    |
| Хиспаноамериканци | 3 (2,0%)    | 15 (6,7%)   |
| Укупно            | 149         | 224         |